# Trina Medina
Trina Medina là một ca sĩ, nhạc sĩ và nhạc cải biên Salsa và Son người Venezuela. bà đã viết nhạc cho 2007 phim Venezuela Una Abuela Virgen, âm nhạc cho bộ phim 1999 Tại Midnight and a Half và nhạc nền cho bộ phim I Like It Like That bao gồm rendition của Anda Y Camina Trina của. Bà cũng đã đóng "Felicidad" trong bộ phim RCTV "Negra đồng ý" năm 2004. Trong bốn năm qua, bà là Phó hiệu trưởng Văn hóa tại Đại học Trung tâm Venezuela (UCV).
Mẹ bà Canelita Medina cũng là một ca sĩ người Venezuela và đã truyền lại tài năng của mình cho Trina. Cha bà, Alfredo Sojo, là một nghệ sĩ piano và qua đời năm 1992.

## Tiểu sử
Giọng hát mạnh mẽ của bà đã đặt bà ở phía trước của nền âm nhạc Venezuela sau khi đóng vai trò là một ca sĩ dự phòng trên các bản nhạc ghi dấu lịch sử: cùng với Frank Quintero, thu âm của Mé no tiene con quéé, và cùng với ca sĩ / nhạc sĩ nhạc pop người Venezuela Yordano cùng với Yordano bà bắt đầu chuyến lưu diễn vào năm 1989, thu âm của Rob Robando Azules,, por por estas gọi y là " Madera Fina ". Trong một chương trình ca nhạc ngẫu hứng với Luis Enrique yand Tony Vega, được tổ chức tại Puerto Rico, Chủ tịch của Sony BMG Latin America, Ángel Carrasco, đã đề xuất một hợp đồng thu âm, và sau đó bà trở thành một nghệ sĩ solo vào năm 1995.
Album đầu tay của bà đã bán được hơn 20.000 cho đến nay. Nó được ghi lại hoàn toàn ở Puerto Rico và nhận được sự tôn trọng của bà, không chỉ của ngành công nghiệp âm nhạc, mà còn của các nhà phê bình công chúng và nhạc kịch. Do sự thành công của hồ sơ này, cũng như của "Entrega" được ghi lại trước đó dưới cùng một nhãn hiệu, một công ty đồ uống lấp lánh toàn cầu đã thuê bà ấy để trở thành tiếng nói của chiến dịch tiếp thị Puerto Rico của họ. Khi chấp nhận bài đăng này, bà quyết định phát hành album ở Miami và thành phố New York cho dân số Latin. Vào thời điểm này, Trina đã chia sẻ sân khấu với những dàn nhạc lớn và những nhân vật nổi tiếng ở thành phố New York, trong đó có La Orquesta de la luz, El Gran Combo, Ismael Miranda, Cheo Feliciano và Willie Colón.
bà đã dành chín năm để học hòa âm cổ điển, hát, sáng tác, sắp xếp, đệm piano. Bà chơi bass và bộ gõ điện (maracas, güiro, chekeres).
| Năm xuất bản | Tựa đề                                   | Hãng thu âm            |
| 1987         | Ahi Viene / Coco y su Sabor Matancero    | Hồ sơ kết hợp          |
| 1989         | Imagen Latina / El Trabuco Venezuela     | Leon                   |
| 1990         | Finales De Siglo / Yordano               | Sonografica            |
| 1991         | Rumba Cum Laude / La Banda Los Sigilosos | Những bài hát nổi nhất |
| 1992         | De Sol A Sol / Yordano                   | Sonografica            |
| 1994         | Tôi thích nó như thế / Sergio George     | Âm nhạc Sony           |
| 1995         | TRINA MEDINA                             | Âm nhạc Sony           |
| 1997         | ENTREGA                                  | Âm nhạc Sony           |
| 2006         | TRINA MEDINA EN VIVO                     | Hồ sơ TM               |
| 2008         | VOCES Y MUSICA DEL ALMA                  | Hồ sơ TM               |
| 2011         | Sono Sono Tite Curet                     | BPP                    |
| 2014         | Claroscuro                               | BPP                    |